# Club Esportiu Institut Guttmann
El Club Esportiu Institut Guttmann, degà a Espanya del bàsquet amb cadira de rodes, és una entitat esportiva constituïda l'octubre de 1967, afiliada a les federacions Espanyola i Catalana d'Esports per a Minusvàlids, i inscrita amb el número 155 al "Registre de Clubs i Associacions Esportives" de la Secretaria General de l'Esport de la Generalitat de Catalunya. El seu principal objectiu és el foment, el desenvolupament i la pràctica continuada de l'activitat física i esportiva sense ànim de lucre.
A més del bàsquet en cadira de rodes, el club compta actualment amb esportistes federats a les disciplines d'atletisme, tennis, i hoquei en cadira de rodes.

## Objectius
Sempre que les circumstàncies ho permeten, el Club Esportiu Institut Guttmann procura desenvolupar les seves activitats esportives mitjançant la inclusió dels seus equips, jugadors o atletes en altres clubs esportius en els que comparteixen instal·lacions i serveis amb la resta d'esportistes:

## Esports que es practiquen
- La secció de bàsquet FC Barcelona-Institut Guttmann, des de la temporada 2001-2002 defensa els colors blau-grana del Barça, mitjançant un conveni de cooperació signat a tres bandes entre el mateix Club, l'Institut Guttmann i el Futbol Club Barcelona. Conveni que posteriorment amb data 2.10.2004 es va ratificar amb la incorporació de la Fundació ONCE.[3]
- Pel que fa al tennis en cadira de rodes, els seus tennistes realitzen l'entrenament i les competicions al Barcelona Tennis Olímpic, instal·lacions oficials de la Federació Catalana de Tennis.[4]
- Pel que fa a l'atletisme, des del 1998, té establert un conveni de col·laboració amb el Club Atlètic Nou Barris de Barcelona.
- Menció a part mereix l'equip d'hoquei en cadira de rodes: C.E.Guttmann "Els Dracs" equip format per nois i noies que, amb el suport dels seus pares i el suport de diferents entitats, s'esforcen a promocionar aquesta nova disciplina esportiva, especialment indicada per a esportistes joves amb molt poca mobilitat.[5]

## Galeria d'imatges

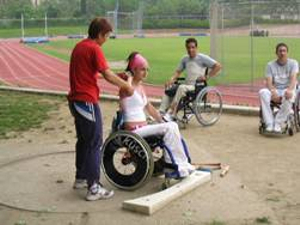
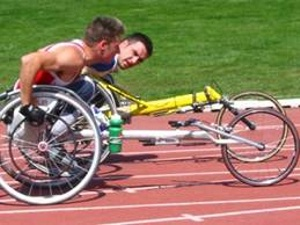
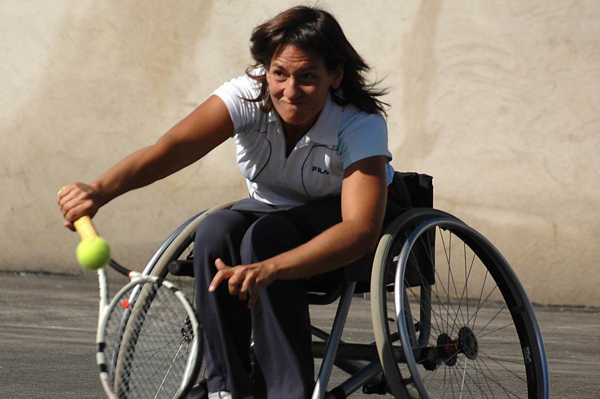
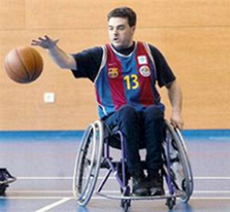
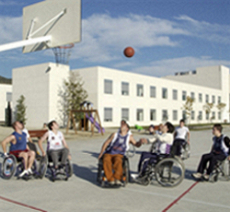
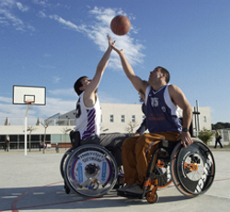
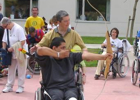
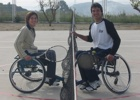
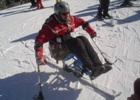
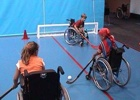